# Ульянов, Дмитрий Сергеевич (футболист)
Дми́трий Серге́евич Улья́нов (укр. Дмитро Сергійович Ульянов; род. 1 декабря 1993, Запорожье) — украинский футболист, защитник сумской «Виктории».

## Игровая карьера
В футбол начинал играть в СДЮШОР запорожского «Металлурга» у тренера Андрея Максименко. Во время выступлений в чемпионате ДЮФЛ был капитаном команды своего возраста. После завершения обучения остался в структуре «металлургов». Играл во второй лиге за «Металлург-2». После расформирования этой команды играл за «казаков» в молодёжном первенстве, постепенно став одним из лидеров дубля и кандидатом на попадание в первую команду.
В Премьер-лиге дебютировал 26 мая 2013 года в игре последнего тура против «Динамо», заменив в добавленное время Юрия Штурко. В следующий раз в составе первой команды Ульянов сыграл лишь в октябре следующего года, после чего стал регулярно появляться в матчах высшего дивизиона. На следующем зимнем сборе «металлургов» получил травму, из-за которой пропустил всю весеннюю часть чемпионата 2014/15.
8 апреля 2016 года был заявлен командой первой лиги «Горняк-Спорт» для участия в чемпионате.
В марте 2020 года был представлен в качестве игрока МФК «Николаев».

## Стиль игры
Александр Прошута, обозреватель портала Football.ua в феврале 2013 года так охарактеризовал Ульянова: «Главный плюс Ульянова — неуступчивость в единоборствах. Просто так пройти себя этот небольшой парень не даст никому. Добавим к этому неплохую тактическую выучку и получим вполне готового к большим сражениям защитника. За последнее время 19-летний оборонец улучшил и свои скоростные данные, чем откровенно не выделялся ранее. Главный минус Ульянова — антропометрия».